# Bronisław Galbasz
Bronisław Konstanty Galbasz, ps. „Bernard” (ur. 2 czerwca 1887 w osadzie Lubieniec, zm. 1 lutego 1963 w Warszawie) – major piechoty Wojska Polskiego, kawaler Orderu Virtuti Militari, działacz socjalistyczny i niepodległościowy, członek Organizacji Bojowej PPS, żołnierz Legionów Polskich.

## Życiorys
Urodził się 2 czerwca 1887 w Lubieńcu, w rodzinie Andrzeja, urzędnika . Od 1904 był członkiem Polskiej Partii Socjalistycznej i działaczem związku zawodowego kamaszników. Od 1906 członek Organizacji Bojowej PPS . Uczestniczył w akcji bojowej na furgon na szosie Lipno-Włocławek, w której został ciężko ranny w rękę. Przebywał na kuracji w Krakowie, gdzie amputowano mu rękę. Potem wyjechał do Lwowa. W końcu 1907 był gospodarzem tajnej szkoły bojowej we Lwowie. Od 1908  członek Związku Walki Czynnej m.in. intendent tajnych magazynów broni. Pełnił również rolę instruktora Związku Strzeleckiego. 
Od lipca 1914 do sierpnia 1916 żołnierz Legionów. W 1914 został przydzielony do oddziału „Beków” porucznika Tomasza Arciszewskiego przeznaczonego do prac wywiadowczo-konspiracyjnych. Dosłużył się stopnia porucznika. Od października 1918 członek Polskiej Organizacji Wojskowej.
Po odzyskaniu niepodległości, od listopada 1918 komendant okręgu Milicji Ludowej PPS w Zagłębiu Dąbrowskim. Od grudnia 1918 komendant okręgu Milicji Ludowej w Siedlcach. Po likwidacji Milicji Ludowej w lipcu 1920 przeszedł do wojska.
Początkowo w Inspektoracie Wojsk Samochodowych, a następnie w Oddziale II Sztabu Generalnego. 1 czerwca 1921  pełnił służbę w Dowództwie Okręgu Generalnego „Lwów”, a jego oddziałem macierzystym był wówczas 53 pułk piechoty Strzelców Kresowych. 3 maja 1922 został zweryfikowany w stopniu kapitana ze starszeństwem z dniem 1 czerwca 1919 i 607. lokatą w korpusie oficerów piechoty. 1 grudnia 1924 awansował na majora ze starszeństwem z dniem 15 sierpnia 1924 i 193. lokatą w korpusie oficerów piechoty. 31 grudnia 1926 otrzymał przeniesienie z Dowództwa Okręgu Korpusu Nr II w Lublinie do Generalnego Inspektoratu Sił Zbrojnych w Warszawie na stanowisko referenta Samodzielnego Referatu Personalnego. 31 października 1927 został przeniesiony z GISZ do składu osobowego szefa Korpusu Kontrolerów na stanowisko szefa Wydziału Ogólnego. 28 czerwca 1930 został przeniesiony do Biura Wyznań Niekatolickich Ministerstwa Spraw Wojskowych w Warszawie na stanowisko zastępcy szefa biura. Z dniem 30 kwietnia 1934 został przeniesiony w stan spoczynku. 
Podjął pracę w dyrekcji Rzeźni Miejskiej. Od listopada 1934 do września 1939 wicedyrektor Wydziału Wojskowego Zarządu miasta stołecznego Warszawy. W latach 1935–1936 był prezesem Związku Legionistów.
Zmarł 1 lutego 1963 w Warszawie.

## Ordery i odznaczenia
- Krzyż Srebrny Orderu Wojskowego Virtuti Militari nr 7129 (17 maja 1922)[11]
- Krzyż Niepodległości z Mieczami (20 stycznia 1931)[12][13]
- Krzyż Kawalerski Orderu Odrodzenia Polski (10 listopada 1928)[14]
- Odznaka Pamiątkowa Generalnego Inspektora Sił Zbrojnych (12 maja 1936)